# Burnin’ (Album)
Burnin’ war das vierte und letzte Musikalbum der Wailers, bevor Peter Tosh und Bunny Wailer die Band verließen und ihre Solokarrieren starteten. Burnin’  beginnt mit einem Aufruf zum Handeln (Get Up, Stand Up) und beinhaltet militantere Töne als bisher, so wie I Shot the Sheriff, das von Eric Clapton gecovert wurde und in dieser Version zu einem Nummer-eins-Erfolg in den USA wurde. Die Lieder Duppy Conqueror, Small Axe und Put It On sind Aufnahmen, die schon zuvor veröffentlicht wurden.

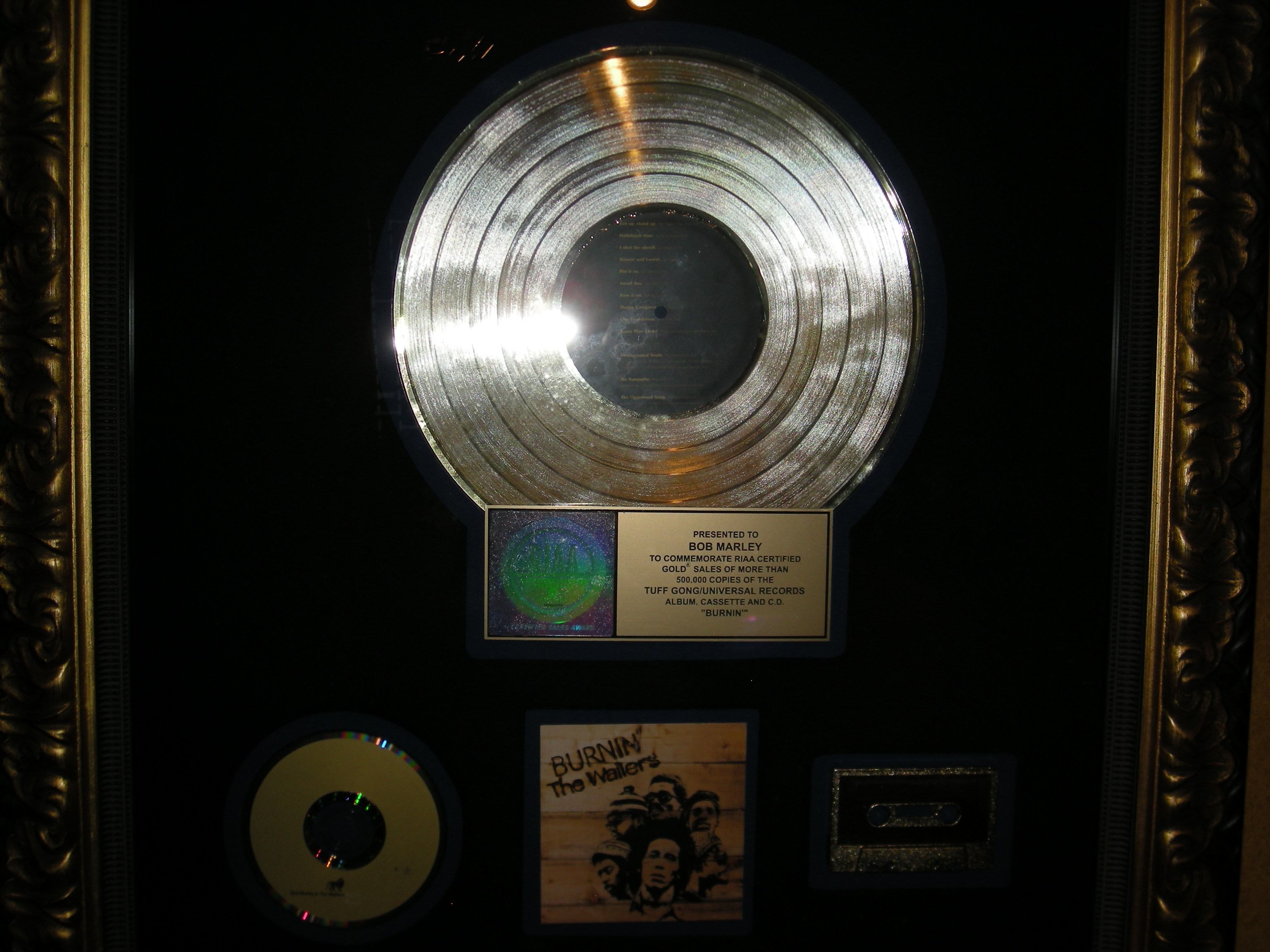
Goldene Schallplatte von Burnin'

## Titellisten
Burnin’ (LP, MC, CD):
1. Get Up, Stand Up – 3:15
2. Hallelujah Time – 3:27
3. I Shot the Sheriff – 4:39
4. Burnin’ and Lootin’ – 4:11
5. Put It On – 3:58
6. Small Axe – 4:00
7. Pass It On – 3:32
8. Duppy Conqueror – 3:44
9. One Foundation – 3:20
10. Rastaman Chant – 3:43

Burnin’ (CD) (The Definitive Remasters, 2001):
1. Get Up, Stand Up – 3:19
2. Hallelujah Time – 3:29
3. I Shot the Sheriff – 4:42
4. Burnin’ and Lootin’ – 4:15
5. Put It On – 4:00
6. Small Axe – 4:01
7. Pass It On – 3:36
8. Duppy Conqueror – 3:45
9. One Foundation – 3:42
10. Rasta Man Chant – 3:45

Bonus Tracks:
1. Reincarnated Souls – 3:43
2. No Sympathy – 3:08
3. The Oppressed Song – 3:16

Burnin’ (2-CD) (Deluxe Edition, 2004)
Disc 1 (Remastered):
1. Get Up, Stand Up – 3:19
2. Hallelujah Time – 3:29
3. I Shot the Sheriff – 4:42
4. Burnin’aAnd Lootin’ – 4:14
5. Put It On – 4:00
6. Small Axe – 4:01
7. Pass It On – 3:36
8. Duppy Conqueror – 3:45
9. One Foundation – 3:42
10. Rasta Man Chant – 3:45

Bonus Tracks:
1. Reincarnated Souls - 3:43
2. No Sympathy - 3:08
3. The Oppressed Song - 3:14
4. Get Up, Stand Up (Unreleased Alternate Take) – 3:42
5. Get Up, Stand Up (Unreleased Single Version) – 3:11

Disc 2 (Live At Leeds, November 23, 1973) (Previously Unreleased Live Recordings):
1. Duppy Conqueror – 6:03
2. Slave Driver – 4:59
3. Burnin’ and Lootin’ – 8:29
4. Can't Blame The Youth – 5:08
5. Stop That Train – 3:57
6. Midnight Ravers – 6:29
7. No More Trouble – 6:59
8. Kinky Reggae – 5:56
9. Get Up, Stand Up – 6:15
10. Stir It Up – 7:25
11. Put It On – 4:29
12. Lively Up Yourself – 13:35

Burnin’ (LP, 2015):
1. Get Up, Stand Up
2. Hallelujah Time
3. I Shot the Sheriff
4. Burnin’ and Lootin’
5. Put It On
6. Small Axe
7. Pass It On
8. Duppy Conqueror
9. One Foundation
10. Rastaman Chant

## Kommerzieller Erfolg

### Chartplatzierungen
| ChartsChartplatzierungen       | Höchstplatzierung | Wochen |
| ------------------------------ | ----------------- | ------ |
| Vereinigte Staaten (Billboard) | 151 (6 Wo.)       | 6      |

### Auszeichnungen für Musikverkäufe
| Land/Region                  | Auszeichnungen für Musikverkäufe (Land/Region, Auszeichnung, Verkäufe) | Verkäufe |
| ---------------------------- | ---------------------------------------------------------------------- | -------- |
| Frankreich (SNEP)            | Silber                                                                 | 100.000  |
| Vereinigte Staaten (RIAA)    | Gold                                                                   | 500.000  |
| Vereinigtes Königreich (BPI) | Silber                                                                 | 60.000   |
| Insgesamt                    | 2× Silber · 1× Gold ·                                                  | 660.000  |

Hauptartikel: Bob Marley/Auszeichnungen für Musikverkäufe